# かわらじま晃
かわらじま 晃（かわらじま こう）は、日本の漫画家、同人作家。
二人組で、リーダーのかわしま（1963年9月27日 - ）は大阪芸術大学出身、カラシマヒロユキ（1964年9月2日 - ）は東京アニメーター学院出身。共にアニメーター出身であり、成年向け漫画の雑誌や同人誌などで活動することが多い。
同人誌でのサークルは片励会。
現在、かわらじまコウ名義でウェブコミック誌『MiChao!』にて「リカレント・ブルー 2nd season」を執筆中。

## 作品リスト

### かわらじま晃のイラスト作品集
- 『かわらじま晃<画集> トロイメライ』（ムービック、1998年1月10日発売） ISBN 4-89601-323-9
- 『ヌーヴィス・ロジック IN 東京国際ブックフェア’99 マンガ・コミックフェア Vol.1』（アニメワールドスター、1999年4月23日発売）
- 『ヌーヴィス・ロジック』（アニメワールドスター、1999年5月22日発売） ISBN 4-938343-41-X
- 『メロウキャンパス〜かわらじま晃アートコレクション〜』（エクシードエンタテイメント、2000年9月21日発売）
- 『マンガアーティスト・ファイル1 [かわらじま晃 イラスト作品集]』（グラフィック社、2002年10月25日発売） ISBN 4-7661-1358-6
- 『マンガアーティスト・ファイル Vol.7 Special edition NOUVEIS LOGIC かわらじま晃』（グラフィック社、2005年5月25日発売） ISBN 4-7661-1566-X

### 漫画単行本
- フェニックス・パパ（フランス書院） ISBN 4-8296-7757-0
- レミング狂走曲（フランス書院）
  - レミング狂走曲・始まりの狂想曲編 ISBN 4-8296-7781-3
  - レミング狂走曲・激闘の狂詩曲編 ISBN 4-8296-7782-1
  - レミング狂走曲・永遠の協奏曲編 ISBN 4-8296-7783-X
- モノクローム・カラーズ（フランス書院） ISBN 4-8296-8207-8
- リカレント・ブルー1（講談社・かわらじまコウ名義） ISBN 978-4-06-372375-5
- リカレント・ブルー2 ISBN 978-4-06-375706-4

著作：かわらじまコウ 原作：bm‐SHIO（原案）

### ゲーム
- マージャントリプルウォーズ番外編セーラーウォーズ（1994年、日本物産）
- マージャントリプルウォーズ番外編セーラーウォーズR — メダルになってリターン！！

(キャラクターデザインを担当)
- きせかえまーじゃん（1995年、I'MAX）

(キャラクターデザインを担当)
- 麻雀同級生
- 麻雀同級生スペシャル

(SDキャラデザインを担当)
- ジャンジャンパラダイス2

(一部キャラデザインを担当)

### 成人ゲーム
- ジャッジオーガスト

### テレビアニメ
- ピーター・グリルと賢者の時間 Super Extra（2022年、キャラクターデザイン）

### 作品
- リカレント・ブルー 2nd season
- 神機動ヴァルフォルス

## サークル片励会
1990年発足。同人サークル名の「片励会」とのネーミングはかわしまの幼馴染でかわしまをコミックマーケットに誘い込んだ無職歴41年の「片正行氏を励ます会」という意味から。発足からコンスタンスに発刊し続け今に至る。

### サークル片励会発刊リスト
| 年分   | 時間                        | 刊物 |
| ------ | --------------------------- | --- |
| 1991年 | コミケ41冬                  | 片励会スペシャル Vol.1 |
| 1992年 | コミケ42夏                  | 片励会スペシャル Vol.2 |
| 1992年 | コミケ43冬                  | 片励会スペシャル Vol.3 片励会スペシャル Vol.1改訂版 片励会スペシャル Vol.2改訂版 |
| 1993年 | 5月                         | 片励会スペシャル Vol.4 |
| 1993年 | コミケ44夏                  | 帰路 |
| 1993年 | コミケ45冬                  | 片励会スペシャル Vol.5 回帰 |
| 1994年 | コミケ46夏                  | 片励会スペシャル Vol.6 帰路リコール Chaos Create |
| 1994年 | コミケ47冬                  | 片励会スペシャル Vol.7 片才 |
| 1995年 | 4月                         | 片励会プレミアム |
| 1995年 | コミケ48夏                  | 片励会スペシャル Vol.8 バージン・イレース |
| 1995年 | コミケ49冬                  | 片励会緊急スペシャル Vol.9 |
| 1996年 | コミケ50夏                  | 片励会スペシャル Vol.10 エヴァン：スターズ フェニックス・ライナー |
| 1996年 | コミケ51冬                  | 片励会スペシャル Vol.11 ステイタム500 |
| 1997年 | コミケ52夏                  | 片励会スペシャル Vol.12（記述のみで未確認） コンチェルト・グロッソ Sentimental Heart |
| 1997年 | コミケ53冬                  | センシティブ・ピアス |
| 1998年 | 4月                         | 桜飴 |
| 1998年 | コミケ54夏                  | 下敷き：グレンダイザー マリア 片励会 夏 桜飴 イベント限定版 |
| 1998年 | Cレヴォ24                   | 桜飴 プレミアム2.5 |
| 1998年 | コミケ55冬                  | 下敷き：超電磁ロボ コンバトラーV ちずる 桜飴III 千鶴 |
| 1999年 | 5月                         | ヌーヴィスロジック特典本：ヌーヴィスロジックプレリュード |
| 1999年 | コミケ56夏                  | 下敷き：無敵超人 ザンボット３ 恵子/コンバトラーV ちずる かわらじま晃ワークス1997~1999 桜飴 セミファイナル 天TEKEてんっ！                                                                                       |
| 1999年 | コミケ57冬                  | 下敷き：大空魔竜ガイキング ミドリ かわらじま晃ワークス2 1997~1999 スーパーロボットヒロインズ Vol.00 桜飴 クロッキーズ                                                                                          |
| 2000年 | Cレヴォ27                   | 桜飴 総集編 |
| 2000年 | コミケ58夏                  | マーキュリートライヴ ワークス2000 |
| 2000年 | 11月（個展）                | ラディカルアートグラフィックス |
| 2000年 | Cレヴォ28                   | 桜飴総集編改装版 |
| 2000年 | コミケ59冬                  | 下敷き：最強ロボ ダイオージャ シノブ/カードキャプターさくら 知世 魔法飴 零 桜飴 ファイナル（中） かわらじまワークスディヴィジョン：2001                                                                        |
| 2001年 | Cレヴォ29                   | CHEEK |
| 2001年 | コミケ60夏                  | 下敷き：ちょびっツ ちぃ/カードキャプターさくら さくら＆知世 魔法飴 桜飴ファイナル 上巻 桜飴ファイナル 下巻 |
| 2001年 | コミケ61冬                  | 下敷き：ちょびっツ ちぃ 魔法飴2nd ザ・ヒストリーオブ片励会 CHEEK 2（スクエア） 桜飴ファイナルBOX（通販限定）                                                                                                   |
| 2002年 | Cレヴォ31                   | 蛍飴 |
| 2002年 | コミケ62夏                  | 下敷き：勇者ライディーン マリ 魔法飴3rd SAYAKA 土星飴 |
| 2002年 | Cレヴォ32                   | ザ・プレリュードオブ・AMIHOTA |
| 2002年 | 書店販売                    | AMIHOTA Side:a |
| 2002年 | コミケ63冬                  | 下敷き：ガンダムSEED ラクス 魔法飴4th アミホタ Side:b スーパーロボットヒロインズ VZ |
| 2003年 | コミックサミット2           | マーキュリーサミット |
| 2003年 | Cレヴォ33                   | 綾波倶楽部 プレリュード マーキュリーフロイント |
| 2003年 | コミックサミット3           | 綾波サミット |
| 2003年 | コミケ64夏                  | 下敷き：ガンダムSEED ラクス 綾波倶楽部 壱 アミホタ SIDE:C スーパーロボットヒロインズ GZ |
| 2003年 | Cレヴォ34                   | 綾波倶楽部 脱 |
| 2003年 | コミケ65冬                  | 下敷き：蒼き流星SPTレイズナー アンナ・ステファニー スーパーロボットヒロインズ SG スーパーロボットヒロインズ SJ 綾波倶楽部 弐                                                                                   |
| 2004年 | Cレヴォ35                   | リリアンラポール カウンタークラッシュ |
| 2004年 | コミケ66夏                  | 下敷き：聖戦士ダンバイン シーラ・ラパーナ SEEDアナザーセンチュリー 綾波倶楽部 参 オトナアンメージュ マジカルセレクション                                                                                       |
| 2004年 | Cレヴォ36                   | HONOKA |
| 2004年 | コミケ67冬                  | 下敷き：ふたりはプリキュア ほのか＆なぎさ 魔法飴 チェンジ!! 亜美蛍総集編 綾波倶楽部 四 モノクローム ライナーズ                                                                                                 |
| 2005年 | Cレヴォ37 FINAL             | ファイナル・レヴォ・ドライブ |
| 2005年 | コミケット 24時間スペシャル | 同人アーティストファイル0 桜飴総集編 |
| 2005年 | コミケ68夏                  | 下敷き：Ζガンダム カミーユ＆ユイリィ＆フォウ 綾波倶楽部 伍 エロチカセブン GUN-KERO 桜飴 ワイド版 アミホタ!! Side:D take:0                                                                                      |
| 2005年 | コミケ69冬                  | 下敷き：ガンダムSEED DESTINY ルナマリア SEEDアナザーセンチュリーDE M.O.E-Morgen of Exetended- 綾波倶楽部 COLLABO アミホタ Side：D                                                                              |
| 2006年 | 5月                         | SEEDアナザーセンチュリーDE ルナマリアクリップ |
| 2006年 | コミケ70夏                  | 下敷き：涼宮ハルヒ SEEDアナザーセンチュリーDE2 G-ヒロインズ AMORIO ソルフェージュ（玄色館合同出版） |
| 2006年 | コミケ71冬                  | 下敷き：ガンダムSEED DESTINY ルナマリア ポスター：コードギアス CC、カレン、ユーフェミア SEEDアナザーセンチュリーDE3 G-ヒロインズ改 15th                                                                        |
| 2007年 | コミケ72夏                  | 下敷き：コードギアス カレン、CC SEEDアナザーセンチュリーDE4 アナザーセンチュリーグラフィックス 片励会レストリクト2008 G-カレント+15th                                                                          |
| 2007年 | コミケ73冬                  | 下敷き：ガンダム00 エクシア&王留美 SEEDアナザーセンチュリーDE5 SEEDアナザーセンチュリースペシャルエディション レタッチ・ピース                                                                                 |
| 2008年 | コミケ74夏                  | 下敷き：ヤッターマン アイちゃん ポアター：ガンダムSEED DESTINY ルナマリア、メイリン、ラクス SEEDアナザーセンチュリーDE6 CLARET RELIEF～クラレットレリーフ～ ミーア・クリップ                                   |
| 2008年 | コミケ75冬                  | 下敷き：マクロスF シェリル SEEDアナザーセンチュリーDE7 Ｇアクトレス Line Drawing Edition |
| 2008年 | 1月                         | Ｇアクトレス bit/ビット |
| 2009年 | コミケ76夏                  | 下敷き：戦国BASARA かすが/エヴァ アスカ ポスター：ガンダムSEED ラクス、メイリン/マクロスF シェリル、ランカ SEEDアナザーセンチュリーDE8 モージェ S.K.E 150部限定2枚組ファーストピクチャーズテレカセットChoice!! |
| 2009年 | コミケ77冬                  | 下敷き：機甲創世記モスピーダ フーケ SEEDアナザーセンチュリーDEH モージェHYPER 150部限定『片励会テレカ』かわらじま晃＆うるし原智志                                                                              |
| 2010年 | コミケ78夏                  | 下敷き：伝説巨神イデオン キッチン SEEDアナザーセンチュリーDESemifinal SISTER CACHE G-folio《SPRING》 G-folio《SUMMER》 G-folio《AUTUMU》                                                                       |
| 2010年 | コミケ79冬                  | 下敷き：宇宙の騎士テッカマンブレード アキ/魔法少女リリカルなのは なのは G-folio《WINTER》 Rewri... 2011 A3ポスター＆カレンダーセット                                                                           |
| 2010年 | 1月                         | D.E.FINAL-上巻- |

## 発行時期未整理の下敷き
- エヴァ レイ
- G・アクトレス ミーア
- Ζガンダム ファ&フォウ&カミーユ
- ダイオージャ シノブ
- たちばな書店
- ちょびっツ ちぃ
- ライディーン マリ
- レミング狂走曲